# فضل الليل على النهار (رواية)
فضل الليل على النهار (بالفرنسية: Ce que le jour doit à la nuit)‏ هي رواية باللغة الفرنسية للكاتب الجزائري ياسمينة خضرا (إسمه الحقيقي محمد مولسهول). كتبها سنة 2008.

الرَّاوي والشخصية الرئيسية هو جزائري يعيش في زمن الاحتلال الفرنسي وتدور أهم أحداث الرواية أثناءَ الحرب التي أدَّت إلى استقلال الجمهورية الجزائرية.

## ملخص الرواية
يونس يعيش مع والديه وأخته في البادية. وقُبَيل الحصاد، شَبَّت نار في أرضهم المزروعة، وأحرقت غلةً جيدةً فاقت توقعاتهم. هذا العملُ المدبر بلا شك، إضطرَّهُم للهجرة إلى مدينة وهران بعدَ أنْ وجدوا أنفسهم مفلِسين. فشِلَ الأب العنيدُ في توفير حاجيات إبنه، فَأخذَهُ إلى عمِّه الصَّيْدلاني، المُتزوج من فرنسية، لِـيُـرَبِّـيه. وصار يدعى «جوناس»

أعتقِلَ عمه «ماحي» لأسبوع، ربما لآراءهِ السياسية، وأسيئَت معاملتُهُ أثناءَ الحبس. ولما عاد لمنزله كان شخصاً آخر. كانَ مضطرباً، وتغَيَّرت رُؤيتُهُ لعلاقة الجزائريين بفرنسا. سَيَّرت «جيرمين»، زوجة ماحي، أعمالَ زوجها.و يُصِرُّ عمه على الانتقالِ إلى ريو صالادو.

في رِيو صالادو تبدأ قصة صداقة بينه وبين شُبَّانٍ فرنسيين تُلازِمُهُ طُولَ حياتِهِ. تَكادُ تَنْسِفُها سنواتُ الحرب، إذْ يجِدُ كلُّ شخص نفسه أمام اختبارِ الوفاء لأُمَّتِهِ ولوطنِهِ. 

و في ريو صالادو، تولد أيضاً قِصةُ حبٍ مع فتاةٍ إسمها إيميلي. لقد كان حُباً مُستحيلاً بِسبَبِ سِرٍ كَـتَمَهُ يونس حتى النهاية.

## في السينما
- فيلم فضل الليل على النهار، أُخْرِجَ سنة 2012.